# アタマン
アタマン、アタマーン（露: атаманアタマーン）は、コサック共同体で選出される指導者の称号。この称号は、14世紀頃に出現した。ウクライナ語では「отаман」（オタマーン）となる。従って、ウクライナのコサックに関してはオタマンあるいはオタマーンと書く方が適切である。

## 概要
語源については諸説存在する。コサック自身の主張によれば、アラン語又はゴート・アラン語の「父」、「男性」、「勇士」から来ている。別説によれば、テュルク系言語のアタ（父）とトゥマン（1万）の合成語だとされる。テュルク語のオドマン（odoman）は、「牧夫の長老」を意味する。
ウクライナ・コサックでは、シーチの中枢組織であるザポロージャのシーチのキーシュを指揮するキーシュのオタマーンが置かれていた。また、ロシア革命後のウクライナ内戦期には、ウクライナ人民共和国などウクライナ系の軍隊指揮官が「オタマーン」を名乗った。

## ギャラリー

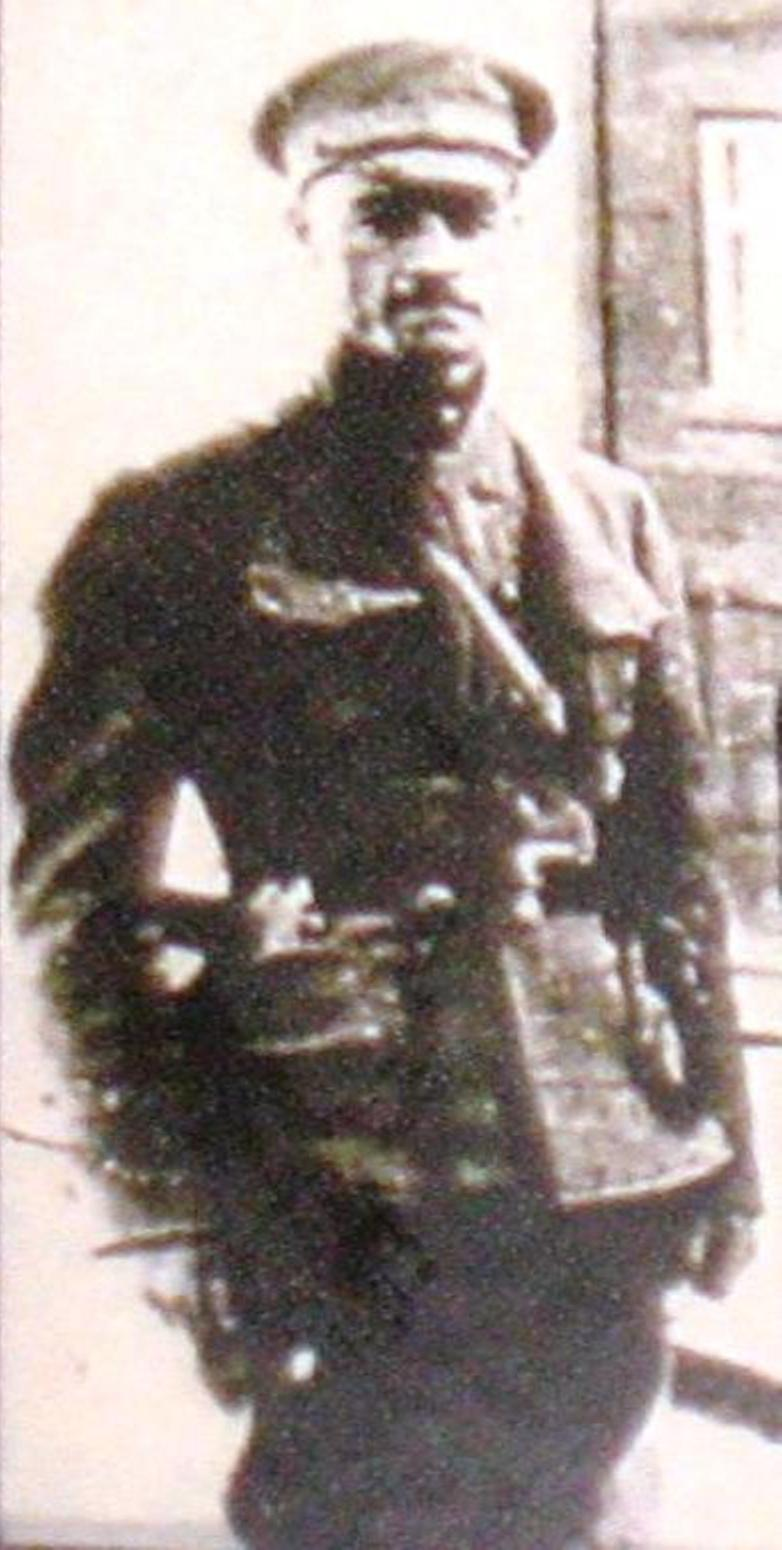
アタマン・グリゴリエフ（英語版）
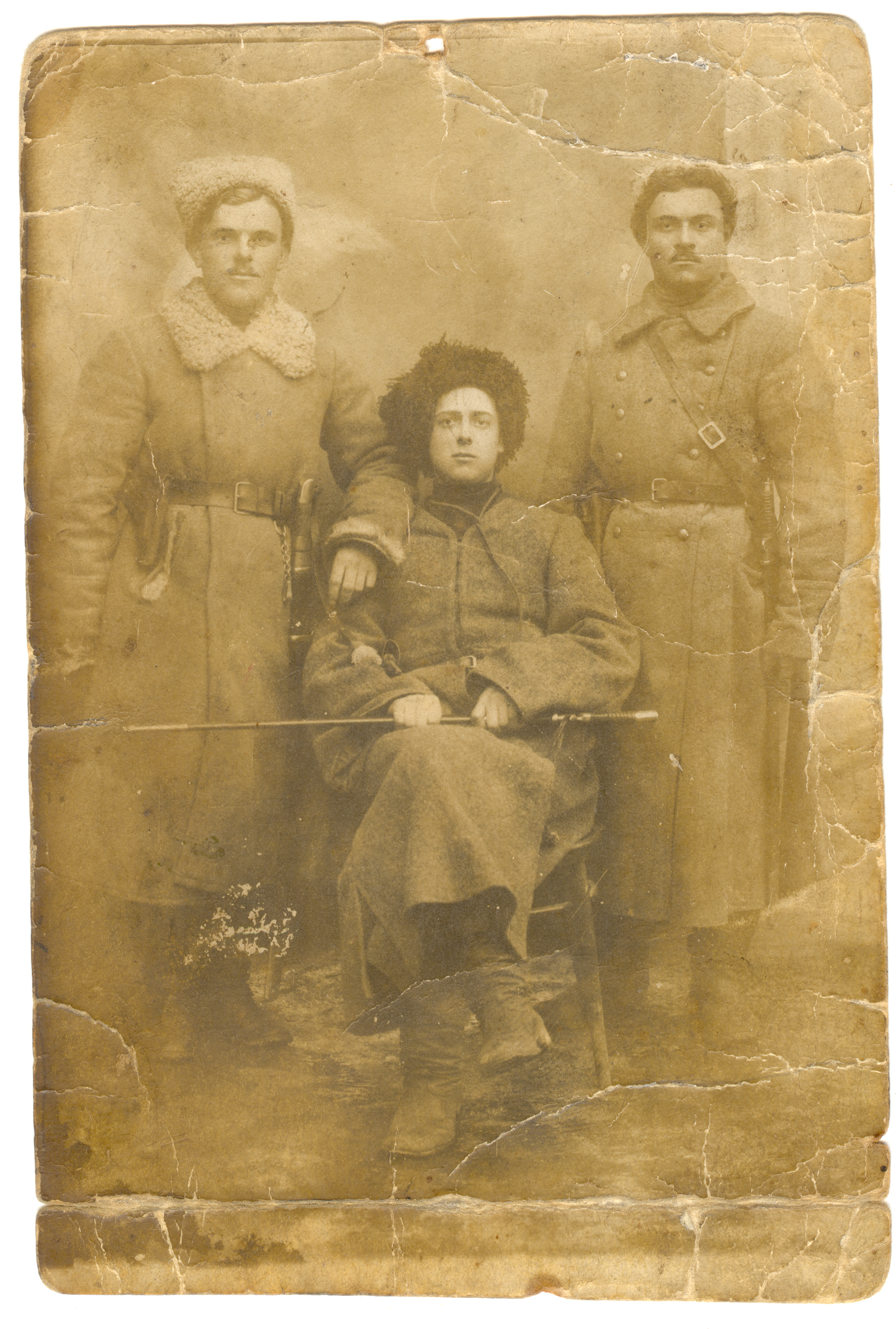
アタマン・テルピロ（英語版）中央の人物
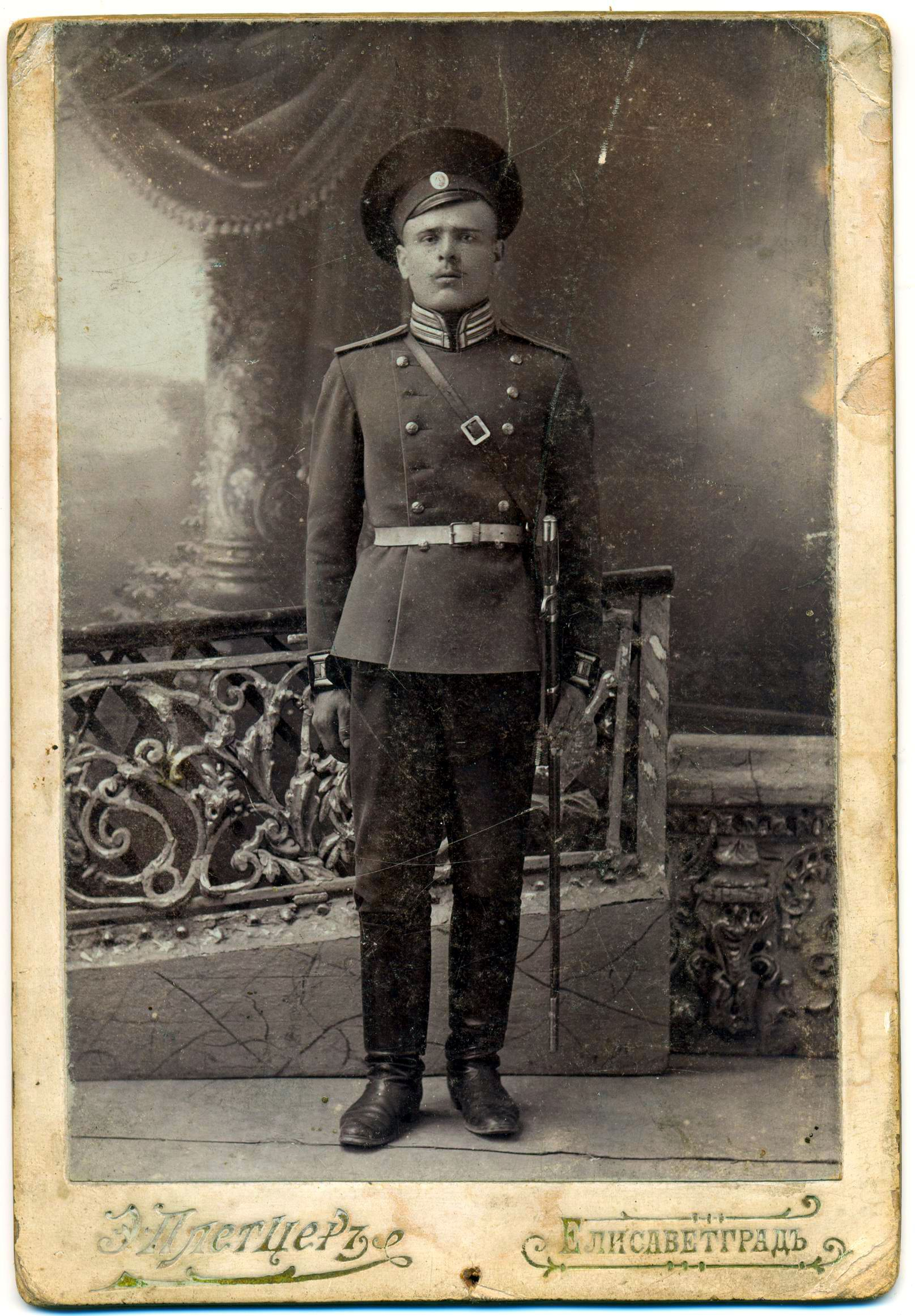
アタマン・ボンダレンコ（ウクライナ語版）
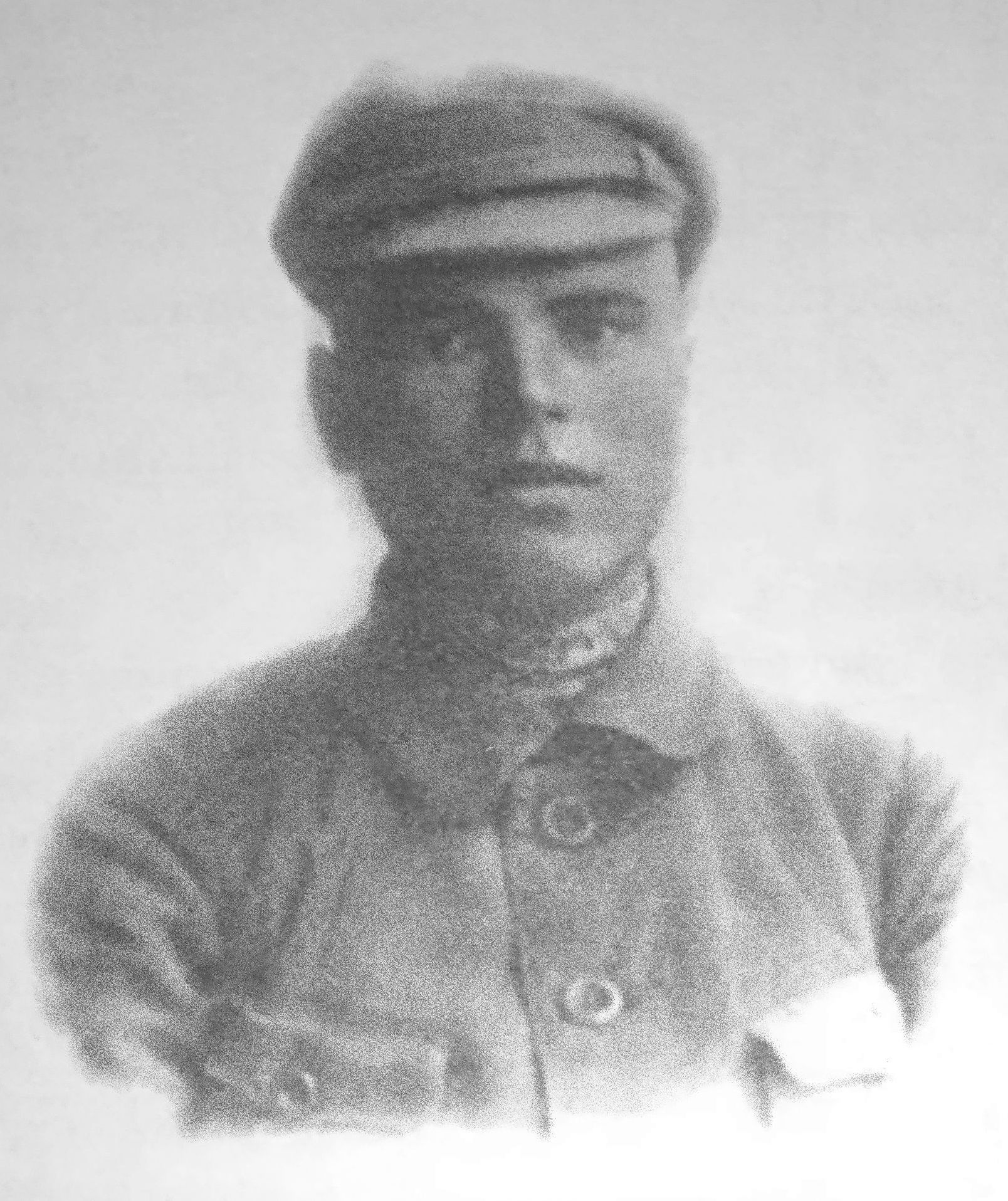
アタマン・ボガティレンコ（ウクライナ語版）
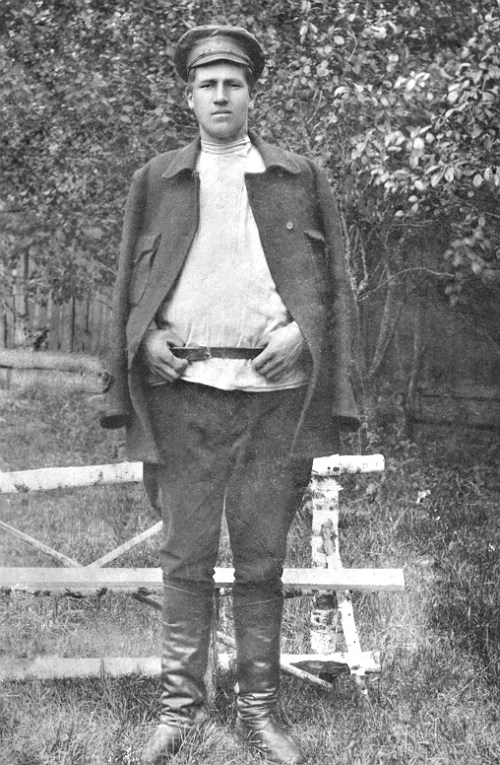
アタマン・フリクショク（ウクライナ語版）
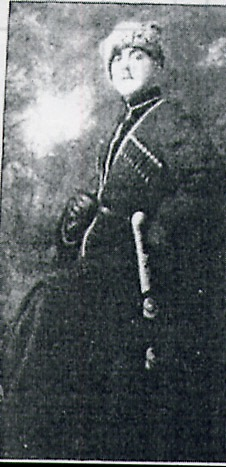
アタマン・ジルカ（ウクライナ語版）
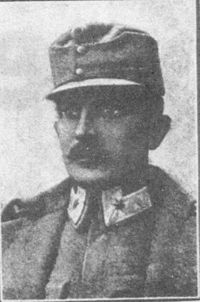
アタマン・シュへヴィッチ（ロシア語版）
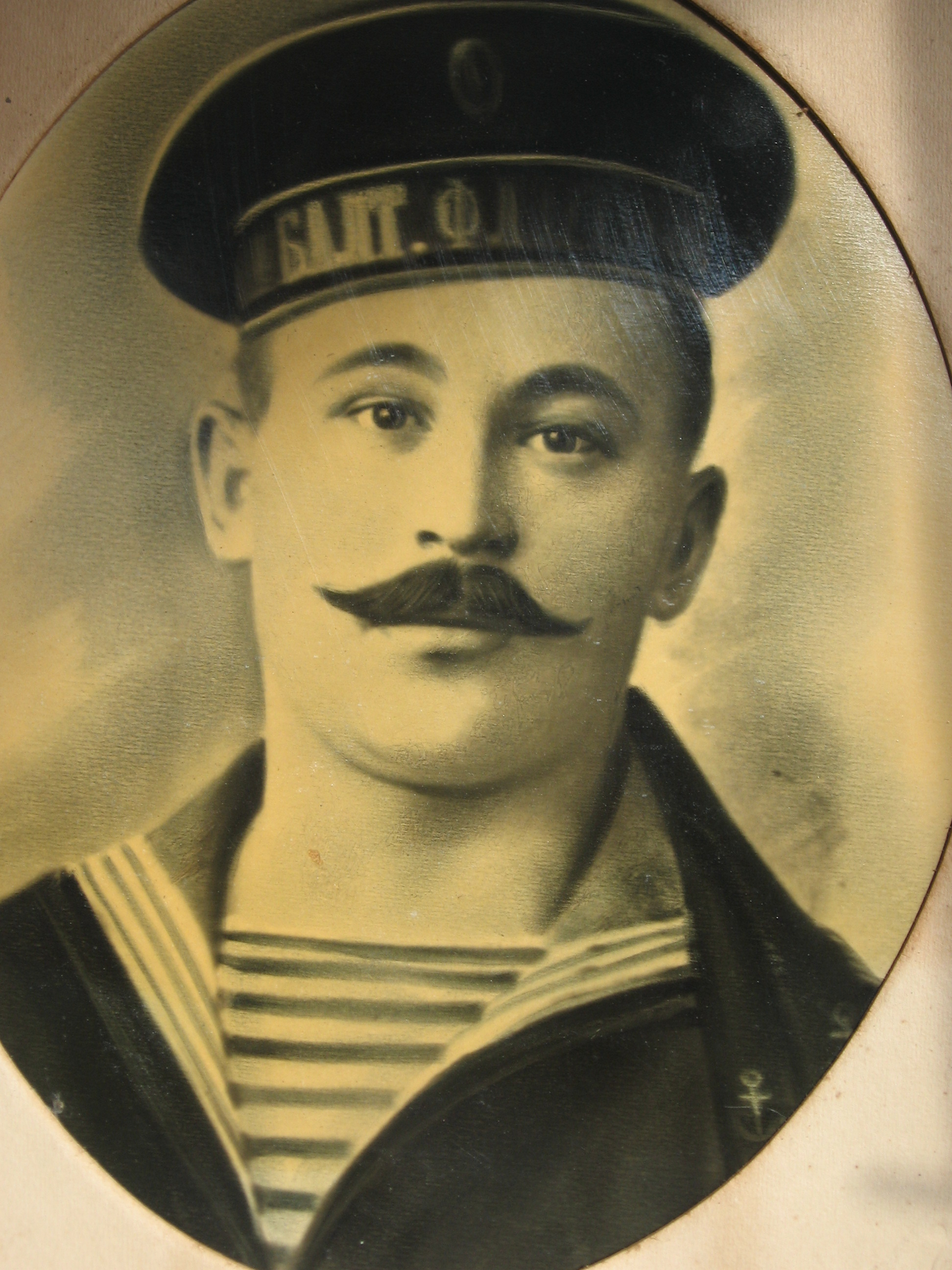
アタマン・ディアキフ
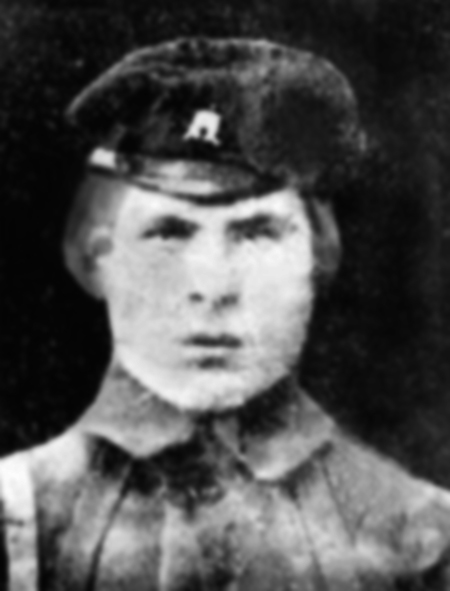
アタマン・アブラメンコ（ロシア語版）
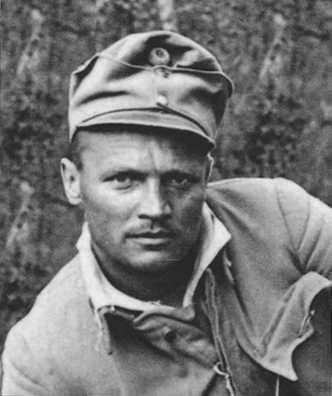
アタマン・ハブリルコ（ウクライナ語版）